# Siegbert Uhlig
Siegbert Uhlig (* 16. Februar 1939 in Königsberg) ist ein deutscher Äthiopist. Er war von 1990 bis 2004 Professor für Afrikanische Sprachen und Kulturen mit Schwerpunkt Äthiopistik an der Universität Hamburg. Er trug wesentlich zur Etablierung der Äthiopistik als akademische Disziplin bei.
Uhlig ist insbesondere durch seine maßgebliche Arbeit an der Encyclopaedia Aethiopica bekannt, deren Konzept er entwickelte und für die er die wissenschaftliche Leitung sowie die Herausgabe übernahm. Auch über diese Arbeit hinaus waren und sind seine Beiträge zur Äthiopistik von grundlegender Bedeutung für das Fach und berühren verschiedene Forschungsfelder. Als Gründer der Fachzeitschrift Aethiopica etablierte Uhlig ein bedeutendes Forum für den wissenschaftlichen Diskurs auf diesem Gebiet. Darüber hinaus initiierte er die DeutschÄthiopischeStiftung, deren Ziel es ist, die Forschung im Bereich der Äthiopistik zu fördern und den wissenschaftlichen Nachwuchs in diesem Fachbereich zu unterstützen.

## Leben und wissenschaftliche Karriere
Nach dem Besuch der Polytechnischen Oberschule und einer anschließenden Handwerkslehre an mehreren Orten in Sachsen absolvierte Uhlig von 1957 bis 1961 ein Studium am Theologischen Seminar in Friedensau bei Magdeburg. Anschließend war er bis 1977 als freikirchlicher Pastor in Rostock tätig. Parallel dazu setzte er sein Studium an der Universität Rostock fort und promovierte dort 1969 mit einer Dissertation zu August Wilhelm Dieckhoffs Stellungnahme zu kirchenpolitischen und theologischen Streitfragen seiner Zeit zum Dr. theol.
1977 übersiedelte Uhlig mit seiner Familie aus der DDR in die Bundesrepublik. Im selben Jahr nahm er ein Studium der semitischen Sprachen an der Universität Hamburg auf und promovierte sich 1981 mit einer Dissertation über Hiob Ludolfs „Theologia Aethiopica“ zum Dr. phil. 1985 schloss Uhlig seine Habilitation im Bereich der äthiopischen Paläographie ab, woran sich Tätigkeiten als wissenschaftlicher Mitarbeiter in Hamburg und Osnabrück anschlossen. 1990 wurde er an der Universität Osnabrück zum außerplanmäßigen Professor ernannt. Noch im selben Jahr wurde er als Nachfolger Ernst Hammerschmidts auf die C4-Professur für Afrikanische Sprachen und Kulturen mit Schwerpunkt Äthiopistik am Fachbereich Orientalistik (ab 2000 Asien-Afrika-Institut) der Universität Hamburg berufen. Uhlig war in der Folge mehrmals Direktor des Seminars für Afrikanische Sprachen und Kulturen bzw. der Abteilung für Afrikanistik und Äthiopistik sowie von 1997 bis 1999 Dekan des Fachbereichs Orientalistik. Binnen weniger Jahre entwickelte Uhlig in Nachfolge von Hammerschmidt den äthiopistischen Teilbereich der Afrikanistik zu einer etablierten Regionalwissenschaft. Dabei verfolgte er ein umfassendes Forschungsprogramm, das sämtliche sprachliche und ethnische Gruppen des Orbis Aethiopicus einbezog. Seine wissenschaftlichen Beiträge zeichnen sich insbesondere durch umfangreiche editorische Arbeiten aus. So war er für die Herausgabe der Reihe Aethiopistische Forschungen (Bände 36–75) sowie für die Gründung und Leitung neuer Publikationsorgane verantwortlich, darunter die Zeitschrift Aethiopica: International Journal of Ethiopian and Eritrean Studies. Ein weiteres zentrales Projekt seiner Laufbahn war die Leitung der Encyclopaedia Aethiopica, einem von der Deutschen Forschungsgemeinschaft (DFG) geförderten, 1997 begonnenen internationalen Großprojekt. Im Rahmen einer umfassenden Katalogisierung der orientalischen Handschriften in Deutschland betreut Uhlig gemeinsam mit weiteren Wissenschaftlern zwei Bereiche den Bereich der koptischen, äthiopischen und christlich-arabischen Handschriften.
1999 gründete Uhlig zusammen mit Jürgen Lüthje die Stiftung zur Förderung der Äthiopistik, die später in DeutschÄthiopischeStiftung umbenannt wurde. Die Stiftung fördert Studenten, Gastwissenschaftler und Publikationen. Sie ist mit dem von der Deutschen Forschungsgemeinschaft geförderten Hiob-Ludolf-Zentrum für Äthiopistik (bis 2009 Forschungsstelle Äthiopistik) verbunden, welche 2002 von der Universität Hamburg auf Betreiben von Uhlig eingerichtet worden war. Unter seiner Initiative wurde zudem 2003 die aus Privatmitteln und Mitteln der DeutschÄthiopischenStiftung finanzierte Hiob-Ludolf-Gastprofessur ins Leben gerufen, die semesterweise wechselnd von internationalen Fachkollegen besetzt wird, um aktuelle Themen der Region aufzugreifen. 2004 erfolgte Uhligs Emeritierung. 2015 wurde ihm für seine „herausragenden Beiträge zur äthiopischen Paläographie und den semitischen Sprachen“ die Edward-Ullendorff-Medaille der British Academy verliehen. Siegbert Uhlig ist seit 1962 mit Waltraud Uhlig, geborene Lippert, verheiratet. Das Paar hat zwei Söhne.

## Werk
Uhlig hat maßgeblich zur Etablierung der Äthiopistik als Forschungsfeld beigetragen und die Universität Hamburg in diesem Bereich zu internationalem Ansehen geführt. Sein umfangreiches Werk umfasst nicht nur Arbeiten zu traditionellen Kernbereichen wie Literatur, Handschriftenkunde oder Religionsgeschichte, sondern auch zu ethnologischen und modernen Themen. Besonders hervorzuheben sind seine Verdienste um die Gründung der Fachzeitschrift Aethiopica im Jahr 1998 sowie die Fortführung der Monographienreihe Aethiopistische Forschungen seit 1994. Diese Reihe, die weltweit einzigartig ist, hat maßgeblich zur Vertiefung und Internationalisierung der Äthiopistik beigetragen.
Uhligs Hauptwerk ist die Encyclopaedia Aethiopica, an deren Herausgabe er rund 20 Jahre gearbeitet hat. Die umfassende Enzyklopädie mit mehr als 4.300 Artikeln, verfasst von rund 600 Autorinnen und Autoren aus etwa 40 Ländern, behandelt sämtliche Bereiche der geistesgeschichtlichen Entwicklung Nordostafrikas, mit besonderem Schwerpunkt auf Äthiopien. Das in fünf Bänden erschienene Werk umfasst etwa 11.600 Spalten, ergänzt durch Karten, Tabellen, Abbildungen sowie einen 600-seitigen Index. Es hat die Äthiopistik grundlegend neu ausgerichtet.

## Veröffentlichungen in Auswahl
Monographien und Sammelbände
- Das äthiopische Henochbuch (= Jüdische Schriften aus hellenistisch-römischer Zeit, Bd. V Lfg. 6), Gütersloh 1984, ISBN 978-3-579-03956-5.
- Äthiopische Paläographie, Stuttgart 1988, ISBN 978-3-515-04562-9.
- als Herausgeber: Afrika aktuell. Probleme und Perspektiven der nordöstlichen Regionen, Berlin 1989, ISBN 3-496-00478-9.
- als Herausgeber mit Eckart Otto: Bibel und Christentum im Orient. Studien zur Einführung der Reihe „Orientalia biblica et christiana“, Glückstadt 1991, ISBN 3-87030-150-3.
- Novum Testamentum Aethiopice: Die Gefangenschaftsbriefe, Stuttgart 1993, ISBN 3-515-05447-2.
- Damian de Góis’ Schrift über Glaube und Sitten der Äthiopier, Wiesbaden 1994, ISBN 978-3-447-03512-5.
- als Herausgeber: Encyclopaedia Aethiopica, Wiesbaden 2003–2014, ISBN 978-3-447-04746-3.
- als Herausgeber mit David Appleyard, Alessandro Bausi, Wolfgang Hahn und Steven Kaplan: Äthiopien. Geschichte, Kultur, Herausforderungen, Wiesbaden 2018, ISBN 3-447-11095-3.

Artikel
- Zur Überlieferungsgeschichte des äthiopischen Henochbuches. In: Oriens Christianus, Bd. 69 (1985) S. 184–93.
- Ludolfs Deutung der äthiopischen Geschichte des 17. Jahrhunderts in der ‚Schaubühne der Weltgeschichte‘. In: Afrika und Übersee, Bd. 71, H. 2 (1988), S. 267–86.
- Ein pseudepigraphischer Actaschluss in der äthiopischen Version. In: Oriens Christianus, Bd. 73 (1989), S. 129–36.
- Dǝrsan des Yaʿqob von Sǝrug für den vierten Sonntag im Monat Taḫśaś. In: Aethiopica, Bd. 2 (1999), S. 7–52.
- Eine trilinguale ʿEzana-Inschrift. In: Aethiopica, Bb. 4 (2001), S. 7–31.
- Bible: Biblical text criticism. In: Encyclopaedia Aethiopica, Bd. I, 2003, S. 565–69.
- Ludolf, Hiob. In: Encyclopaedia Aethiopica, Bd. III, 2007, S. 601–3.